# Rahačoŭ
Rahačoŭ (bělorusky Рагачоў; rusky Рогачёв – Rogačov) je město v Homelské oblasti v Bělorusku. Leží nad soutokem Drucu a Dněpru, je správním střediskem Rahačoŭského rajónu a v roce 2010 v něm žilo bezmála pětatřicet tisíc obyvatel.